# 다이버전트 (영화)
《다이버전트》(영어: Divergent)는 2014년 개봉한 미국의 디스토피아 SF 액션 영화로, 버로니카 로스의 동명 청소년 소설을 원작으로 한다. 닐 버거 감독이 연출했고, 셰일린 우들리, 시오 제임스, 애슐리 저드, 자이 코트니, 레이 스티븐슨, 조이 크래비츠, 마일스 텔러, 앤설 엘고트, 매기 큐, 케이트 윈즐릿 등이 출연하였다.
다이버전트 영화 시리즈 첫 번째 작품이며, 2015년 속편 《인서전트》가 개봉했다.

## 줄거리
미래의 디스토피아 시카고 사회는 다섯 개의 팩션(분파)으로 나뉘어 있다. 이타적인 “애브니게이션”, 친절한 “애미티”, 정직한 “캔더”, 용감한 “돈틀리스”, 총명한 “에루다이트”. 이 다섯 중 그 어디에도 속하지 못한 “팩션리스”는 사회적 지위나 특권을 누리지 못한다. 아이들은 16살이 되면 혈청을 맞고 심리 적성 검사를 통해 자신에게 적합한 팩션을 알게 되지만 영구 소속될 팩션을 직접 선택할 수 있다.
애브니게이션에서 나고 자란 비어트리스는 여러 팩션(애브니게이션, 에루다이트, 돈틀리스)에서 고른 적성을 나타내며 소위 다이버전트임을 드러낸다. 돈틀리스 감독관 토리 우는 비어트리스의 결과에 애브니게이션만을 입력하면서, 다이버전트는 독립적인 사고를 하며 혈청을 감지할 수 있어 정부로부터 기존 질서를 위협하는 존재로 여겨지니 검사 결과를 숨기라고 충고한다.
팩션 선택 행사에서 비어트리스는 돈틀리스를 택한다. 트리스라는 새 이름으로 스스로에게 새 정체성을 부여한 비어트리스는 강사 포의 도움을 받으며 훈련에 임하고 시험을 통과해 정식으로 돈틀리스가 된다. 그러나 트리스를 비롯한 신입 돈틀리스들은 에루다이트로부터 세뇌 효과가 있는 혈청을 맞은 뒤 애브니게이션 말살 음모에 투입된다.

## 출연진
- 셰일린 우들리 - 비어트리스 “트리스” 프라이어 역
- 시오 제임스 - 터바이어스 “포” 이턴 역
- 애슐리 저드 - 내털리 프라이어 역
- 자이 코트니 - 에릭 콜터 역
- 레이 스티븐슨 - 마커스 이턴 역
- 조이 크래비츠 - 크리스티나 역
- 마일스 텔러 - 피터 헤이스 역
- 토니 골드윈 - 앤드루 프라이어 역
- 앤설 엘고트 - 케일럽 프라이어 역
- 매기 큐 - 토리 우 역
- 메카이 파이퍼 - 맥스 역
- 케이트 윈즐릿 - 저닌 매슈스 역
- 벤 로이드휴스 - 윌 역
- 크리스천 매드슨 - 앨버트 역
- 에이미 뉴볼드 - 몰리 애트우드 역

## 흥행
- 대한민국 관객수: 424,086명

## 시청 등급
- 대한민국: 15세 관람가

## 같이 보기
- 더 기버: 기억전달자